# Hermann Schulze-Delitzsch

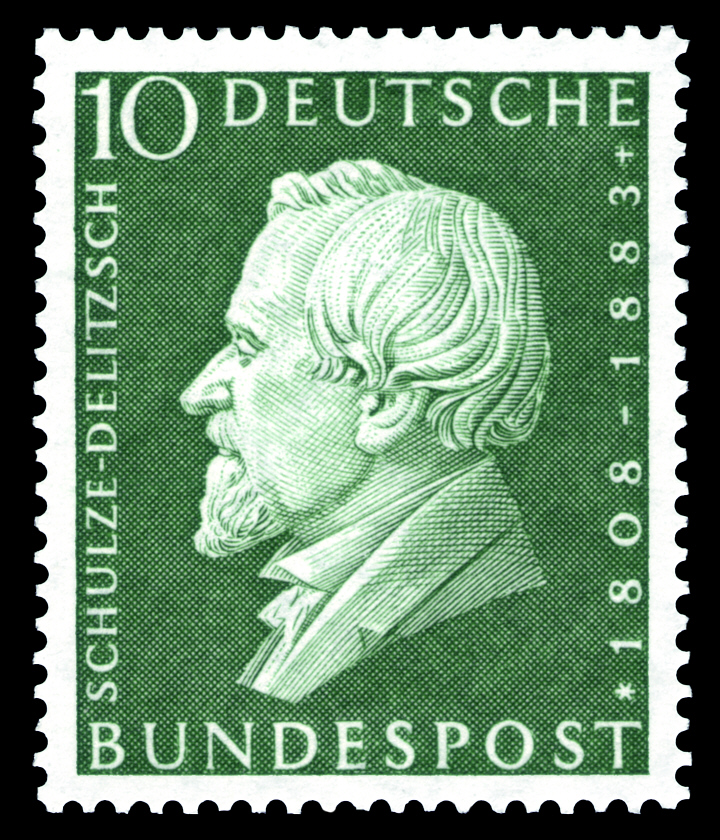
Hermann Schulze-Delitzsch, frimärke från 1958.

Franz Hermann Schulze-Delitzsch, född 29 augusti 1808 i Delitzsch, död 29 april 1883 i Potsdam, var en tysk socialpolitiker, grundläggare av den tyska kooperationen.
Schulze-Delitzsch studerade juridik, blev assessor vid kammarrätten i Berlin och 1841 patrimonialdomare i Delitzsch samt förvärvade sig i detta ämbete ingående kännedom om de breda lagrens, särskilt hantverkarklassens, ekonomisk-sociala ställning. När han 1848 fick säte i preussiska nationalförsamlingen, anslöt han sig till centerns vänstra flygel och blev utsedd till ordförande i det utskott, som hade att undersöka de lägre klassernas utsatthet. Han hade redan då kommit till den uppfattningen, att de smärre hantverksföretagen kunde hålla sig uppe endast därigenom, att de skaffade sig nödvändigt kapital på den ömsesidiga självhjälpens och sammanslutningens väg. Som ledamot av den snart upplösta andra kammaren av 1849 var han en av de representanter, som anklagats för skattevägran, men blev efter ett glänsande försvar frikänd. 
Schulze-Delitzsch tjänstgjorde 1850-51 som domare i Wreschen, Posen, men lämnade, efter en konflikt med vederbörande högre myndigheter, detta ämbete och drog sig tillbaka till Delitzsch. Där ägnade han sig huvudsakligen åt arbetet för sina kooperativa idéers förverkligande. På hans initiativ uppstod snart i Delitzsch och annorstädes sjuk- och begravningskassor, kooperativa föreningar för anskaffning av råmaterial, halvfabrikat och livsmedel samt kreditanstalter av den typ, som fått namnet "folkbanker". Redan 1859 hade rörelsen utvecklat sig därhän, att den första kooperativa kongressen hölls i Weimar. Vid denna inrättades en "central korrespondensbyrå för de tyska förskotts- och kreditföreningarna", och han utsågs till ledare för denna byrå, vilken utvecklade sig till det 1864 stiftade "allmänna förbundet" av tyska andelsföreningar. År 1865 bildades i Berlin ett centralt bankinstitut för andelsföretagen, Deutsche Genossenschaftsbank.
Schulze-Delitzsch, som under flera år utgav "Innung der Zukunft" (sedermera betitlad "Blätter für Genossenschaftswesen"), medverkade energiskt vid stiftandet och ledningen av "den nationalekonomiska kongressen", "nationalföreningen" och "tyska sällskapet för folkbildningens utveckling". Han inträdde åter i det politiska livet och var 1861-75 ledamot av preussiska deputeradekammaren samt 1867-83 av riksdagen; i båda dessa församlingar var han en av ledarna för Deutsche Fortschrittspartei. År 1863 flyttade han till Potsdam. Av den nationalgåva på 150 000 mark, som före flyttningen överlämnades till honom, anslog han största delen till en stiftelse för främjande av kooperativa intressen. År 1873 kallades han till juris hedersdoktor i Heidelberg; minnesmärken över honom restes i Delitzsch 1891 och Berlin 1899.
Schulze-Delitzschs ståndpunkt betecknas närmast som socialliberal. På en idégrundval, vars väsentliga innebörd var hämtad från Frédéric Bastiats optimistiska individualism och i någon mån även från Manchesterskolan, utvecklade han sina principer om den organiserade självhjälpens samhällsomdanande makt. Han blev dock hårt kritiserad, särskilt av Ferdinand Lassalle  i "Bastiat-Schulze von Delitzsch".